# Странноприимный дом Таранова-Белозёрова
Странноприимный дом Таранова-Белозёрова — здание находящееся в Симферополе, на улице Карла Маркса. Постройка здания была совершена на средства предводителя дворянства Таврической губернии Александра Таранова-Белозёрова. Среди симферопольцев здание называлось «Тарановкой». За всё время существования здание не меняло медицинской направленности. Сейчас в здании Странноприимного дома располагается крымский медицинский колледж.

## Архитектура
Здание странноприимного дома выполнено в стиле русского классицизма, напоминающие дворянскую усадьбу начала XIX века. Дом состоит из двух этажей с подвалом и построен из камня. Колоннада дорического ордера у главного входа и внутренняя лестница выполнены в стиле работ архитектора Жана-Франсуа Тома де Томона.

## История

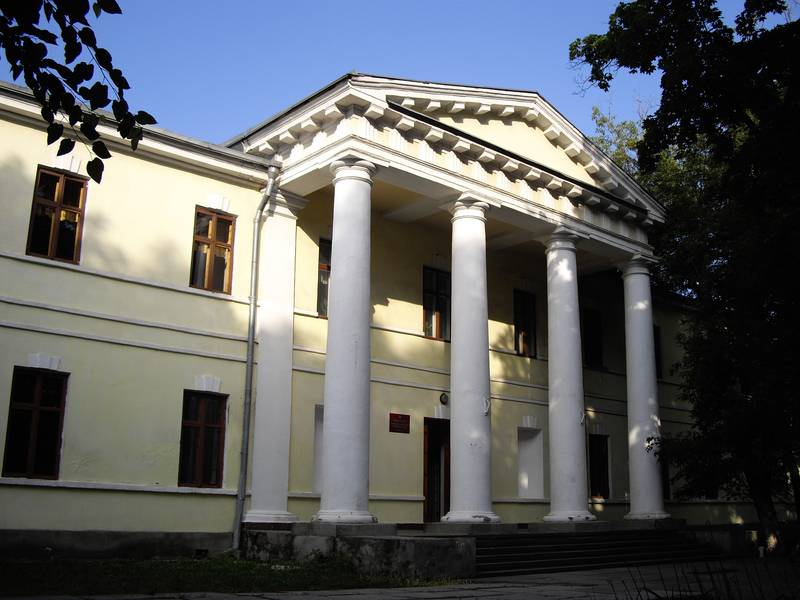
Вход в здание

Строительство Странноприимного дома началось в 1822 году на средства предводителя дворянства Таврической губернии Александра Таранова-Белозёрова в соответствии с его завещанием и после его смерти. Таранов-Белозёров скончался в 1819 году, однако начало строительства было отложено из-за спора родственников о его наследстве. Благодаря вмешательству Василия Попова удалось приступить к исполнению завещания. На строительство, по завещанию, было выделено 500 тысяч рублей. Помогала в сооружении здания императрица Мария Фёдоровна. На время стройки приют для 20 человек был открыт в доме Таранов-Белозёрова.
С 1824 года архитектором являлся Иван Колодин, который сменил своих коллег Сошникова и Вьюнова, которые не справились со своей работой. Каждую неделю майор Степанов готовил рапорты о ходе строительства здания. Колодин привлёк к строительству моряков Черноморского флота. Постройка была завершена через четыре года в 1826 году. В том же году могила Таранова-Белозёрова была перенесена во двор здания.
Странноприимный дом стал одним из первых бесплатных медицинских учреждений в Российской империи и первых среди монументальных строений Симферополя. Писатель Филипп Вигель в 1826 году сказал что, Странноприимный дом Таранова-Белозёрова является «настоящим Симферополем». 

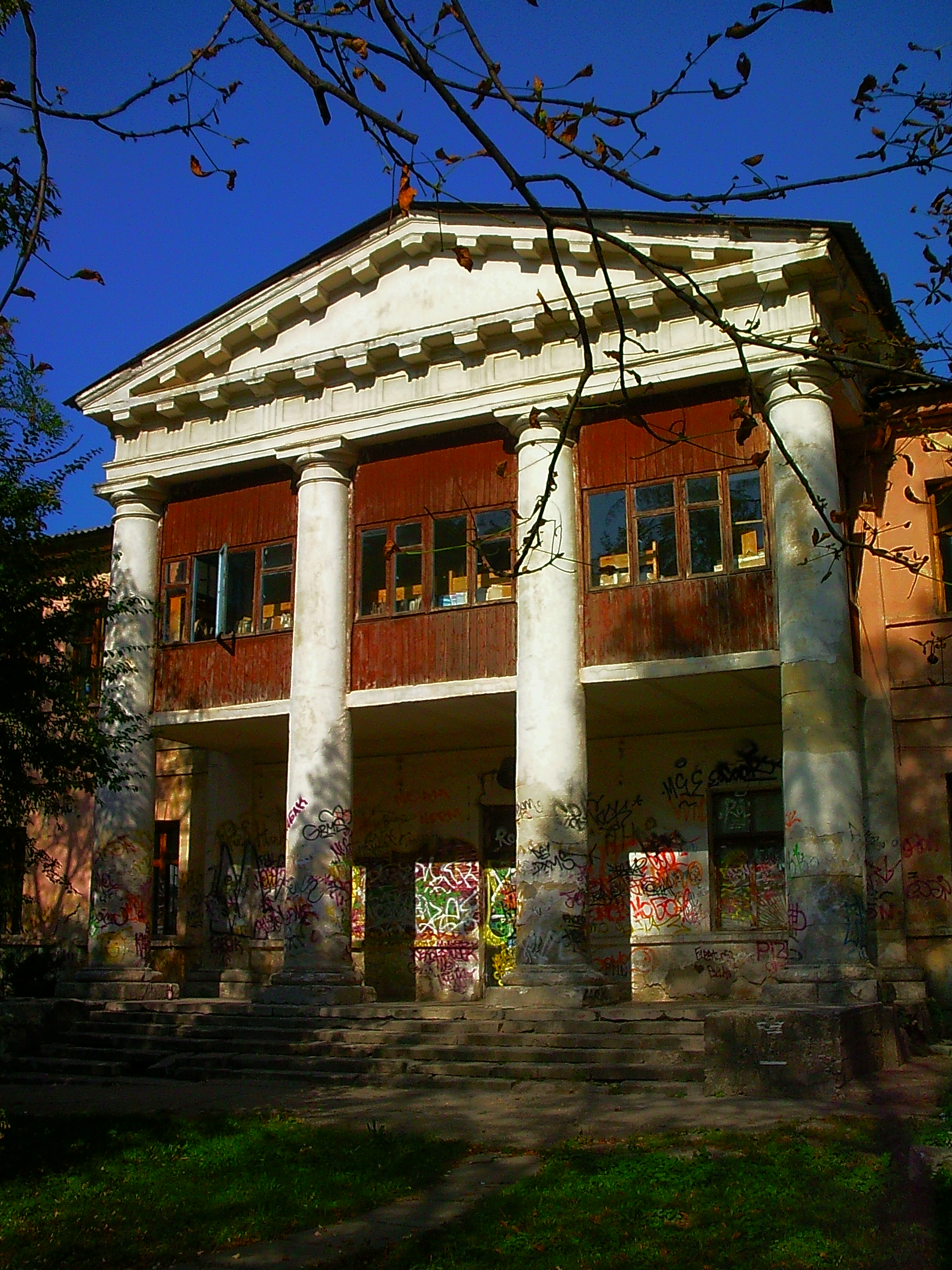
Вид здания со стороны двора

Взносы на функционирование дома собирал комитет попечительства о раненых и Симферопольское благотворительное общество. «Тарановка» освобождалась от уплаты налогов. На средства крымчан при Странноприимном доме была открыта церковь святой Марии Магдалины, которая функционировала на втором этаже здания. Существуют сведения, что с 1830 года в здании Странноприимного дома проходили богослужения лютеран. Вначале, здание служило пристанищем для престарелых и больных военнослужащих, а затем и для гражданских лиц. В первый год работы дом принял 50 человек, которые нуждались в лечении и приюте.
Первым попечителем Странноприимного дома стал врач Фёдор Мильгаузен, который основал в здании библиотеку. Также в разное время попечителями и работниками приюта были врачи Андрей Арендт, А. Покровский, адмирал Филипп Быченский, предводитель дворянства Таврической губернии Сергей Скадовский, химик Феликс де Серра и ботаник Христиан Стевен.
Осенью 1837 года Странноприимный дом посетил Николай I. Во время Крымской войны в здании находился госпиталь, где оперировал Николай Пирогов. Позже госпиталем он являлся во время русско-турецких войн и гражданской войны. В 1918 году был открыт Таврический университет, после чего советом попечителей медицинский факультет открыл в «Тарановке» клинику внутренних болезней и диагностики.
В 1919 году здание было национализировано и в 1922 году было отдано отделу охраны здоровья, которое открыло противотуберкулёзный диспансер-амбулаторию. Во время Великой Отечественной войны тут располагались красноармейский и полевые передвижные госпиталя. Позже здание использовалась как 2-я Советская больница.
С 1972 года здание функционирует как медицинский колледж. В 1999 году благодаря митрополиту Лазарю была восстановлена могила Таранова-Белозёрова. В 2008 году Кабинет министров Украины выделил 300 тысяч гривен на реставрацию здания.